# Tatort: Rhythm and Love
Rhythm and Love ist ein Fernsehfilm aus der Krimireihe Tatort. Der vom WDR produzierte Beitrag ist die 1166. Tatort-Episode und wurde erstmals am 2. Mai 2021 im Ersten ausgestrahlt. Er erreichte – seit 1992 gerechnet – eine der höchsten Zuschauerquoten der Reihe. Das Ermittlerduo Thiel und Boerne ermittelt in seinem 39. Fall.

## Handlung
Der Seminarleiter und „spirituelle Lehrer“ Maik Koslowski wird erschlagen im Wald gefunden. Er lebte polyamor in der Bio-Gemüse anbauenden Kommune „Erlenhof“ in einem der Bauwagen. Der Priester Tobias Flügge hat der Polizei den Fund der nackten Leiche gemeldet, entfernt sich aber vom Tatort, bevor Kommissar Thiel ihn befragen kann. Wenig später taucht er im Erlenhof, der wegen Verstößen gegen das Betäubungsmittelgesetz aktenkundig ist, auf, gibt Thiel aber unter Berufung auf das Beichtgeheimnis keine Informationen. Eine von Maiks Freundinnen, die Seminarleiterin Inès Fournier, gibt an, dass Maik vier Beziehungen hatte, darunter auch eine mit dem Pressesprecher der Polizei, Johannes Hagen. Dieser gibt an, zur Tatzeit mit seinem bei der Familie lebenden Vater Kurt Hagen, einem ehemaligen Kriminalpolizisten, angeln gewesen zu sein. Er lebe mit seiner Frau Marion in einer offenen Beziehung.
Bei der Autopsie entdeckt Boerne ein fremdes Haar an der Kopfwunde des Toten. Bei der Vorbereitung zum Versand ins Labor fällt Silke Haller das Haar jedoch zu Boden und kann nicht mehr zweifelsfrei von einem weiteren dort liegenden Haar unterschieden werden. Haller versucht, die Analyse der Proben zu verzögern. Als Boerne eine der Haarproben findet und analysieren lässt, stellt sich heraus, dass das Haar von ihm selbst stammt. Johannes Hagen wird hierdurch zunächst entlastet.
Kurt Hagen bekommt mit, wie Marion Hagen Kommissar Thiel von ihrer Beziehung zu Maik Koslowski und von Johannes’ Eifersucht berichtet. Am Abend sieht er, wie Tobias Flügge seinen Sohn bewegen will, sich der Polizei zu stellen. Da er seine Familie beschützen will, erschlägt er im Pfarrhaus den Priester, der gerade Inès in einer Mail seine Liebe gestanden hatte, und tarnt die Tat als Schienensuizid.
Thiel findet heraus, dass Kurt Hagen in seiner aktiven Zeit einen Schienensuizid als Mord aufgeklärt hatte. Im Haus der Hagens gibt Marion an, dass Johannes’ Alibi falsch sei. Sie selbst war in der Mordnacht mit Maik Koslowski in seinem Wohnwagen, und als sie nach Hause kam, fand sie Kurt Hagen schlafend im Fernsehsessel vor. Sie wirft Johannes vor, ihr gefolgt zu sein und Maik getötet zu haben. Johannes und Kurt Hagen werden verhaftet. Marion nimmt Inès’ zuvor gemachtes Angebot an und zieht mit den beiden Kindern in Maiks Bauwagen auf dem Erlenhof.

## Hintergrund
Der Film wurde vom 26. Oktober bis zum 27. November 2020 in Münster, Köln und Umgebung gedreht. Hannes Hellmann hat einen Cameo-Auftritt als Prof. Michael Thomsen. Im Gespräch mit Boerne sieht man ihn nur von hinten und hört seine Stimme.

## Rezeption

### Kritiken
Der Filmdienst vergab drei von fünf möglichen Sternen und beurteilte den Film zufrieden als einen Krimi, „in dem die Hauptfiguren ihren forciert neckischen Umgang weitgehend aufgeben dürfen und auch über ihre eigenen Fehler reflektieren“. Damit verschiebe sich der Fokus hin „zu einem dezenteren Einsatz des Humors, was der soliden Kriminalplot-Entfaltung sehr zugutekommt“. Ähnlich sah es Claudia Fromme in der SZ: Der Film sei „ein gut gemachter Krimi, in dem die übliche Typenparade in Münster aufgebrochen“ werde und der sich schon allein dafür lohne, auch wenn er kein „Thrill bis in die Haarspitzen“ sei.
Christian Buß vergab im Spiegel sieben von zehn möglichen Punkten und beurteilte diese Tatort-Folge als „eine der besseren“; Liefers sei als Boerne „wieder top“.

### Einschaltquote
Die Erstausstrahlung von Rhythm and Love am 2. Mai 2021 wurde in Deutschland von 14,22 Millionen Zuschauern gesehen und erreichte einen Marktanteil von 39,6 Prozent für Das Erste. Ein derartiges Zuschauerinteresse hatte es für einen Tatort seit 2017 nicht mehr gegeben.